# 로키 (드라마)
《로키》(영어: Loki)는 스트리밍 서비스 디즈니+에서 방영하는 마이클 월드런이 제작한 미국의 텔레비전 시리즈로, 동명의 캐릭터가 등장하는 마블 코믹스가 원작이다. 마블 스튜디오가 제작하는 마블 시네마틱 유니버스의 세번째 텔레비전 시리즈로, 프랜차이즈 영화와 연속성을 공유한다. 이 시리즈는 영화 《어벤져스: 엔드게임》(2019년)에서 대체 로키가 새로운 시간선을 만들어낸 사건 이후를 다룬다. 첫 시즌에서 마이클 월드런이 수석 작가로 참여하였고, 케이트 헤론이 감독을 맡았다.
톰 히들스턴이 영화 시리즈에서 맡았던 로키 역으로 복귀하며, 구구 음바타로, 운미 모사쿠, 유진 코데로, 타라 스트롱, 오언 윌슨, 소피아 디마티노, 사샤 레인, 잭 빌, 데오비아 오파레이, 리처드 E. 그랜트, 조너선 메이저스도 출연한다. 2018년 9월까지 마블 스튜디오는 MCU 영화 등장인물을 지원하는 데 중점을 둔 디즈니+ 전용의 몇가지 리미티드 시리즈를 개발하고 있었다. 2018년 11월, 히들스턴이 로키 역으로 출연하는 시리즈의 제작이 확정되었다. 월드런은 2019년 2월 영입되었고, 헤론은 8월에 합류하였다. 촬영은 2020년 2월 조지아주 애틀랜타에서 시작되었으며, 2020년 3월 코로나19 범유행으로 인하여 중단되었다. 같은 해 9월에 제작이 재개되어 12월에 완료되었다.
《로키》는 2021년 6월 9일에 첫선을 보였다. 첫 시즌은 여섯 편의 에피소드로 구성되어 7월 14일 종영하였으며, MCU 페이즈 4에 속한다. 이 시리즈는 연기, 음악, 시각 효과에 대한 찬사와 함께 긍정적인 평가를 받았다.

## 전제
《어벤져스: 엔드게임》(2019년) 사건 당시 테서랙트를 훔친 대체 로키는 시공간 밖에 존재하여 시간선을 관리하는 정체불명의 관료 조직 시간 변동 관리국(TVA)으로 이송된다. 조직은 로키에게 "시간 변종"이라는 이유로 존재가 지워지든지, 더 큰 위협에 대적하여 시간선을 바로잡는 것을 돕든지 선택하도록 한다. 로키는 결국 자기 자신의 범죄 스릴러에 갇힌 채 시간을 여행하게 된다.

## 출연진
- 톰 히들스턴 - 로키 역
토르의 입양된 동생이자 장난의 신으로, 노르드 신화 속 동명의 신에 기반을 두고 있다.[4] 이 로키는 2012년에 시작된 《어벤져스: 엔드게임》(2019년)의 새로운 시간선에서 만들어진 "시간 변종"이자 대체 로키이다.[5] 때문에 《어벤져스: 인피니티 워》(2018년)에서 사망하기 전 이전의 악당 캐릭터에서 개심하게 되는 《토르: 다크 월드》(2013년)나 《토르: 라그나로크》(2017년)의 사건을 겪지 않았다.[6][7] 수석 작가 마이클 월드런은 로키를 애플의 공동 설립자 스티브 잡스에 비유하며 둘 모두 입양되었고 통제하는 것을 좋아한다고 말하였다.[8] 히들스턴은 로키의 능력, 특히 이 시리즈의 정체성 탐구에 영향을 끼치는 변신 능력을 탐구하고자 이 역할로 복귀하는 데 관심을 표하였다.[7] 이 시리즈에서 시간 변동 관리국은 로키의 성별이 "유동적"이라고 표시하는데, 이것은 MCU에서의 그의 변신 능력을 감안할 때 이전부터 추측되어 왔던 마블 코믹스상의 젠더플루이드 설정과 관련이 있다.[9][10] 월드런은 얼마나 많은 사람들이 로키의 젠더플루이드에 동질감을 느끼는지 알고 있으며, "그 표현에 열과 성을 다하였다"라고 말하였다.[11] 로키는 이 시리즈에서 양성애자임을 밝히면서 MCU 최초의 주요 성소수자 캐릭터가 되었다.[12] 이 시리즈는 염동력과 폭발 마법 등, 로키의 마법 능력을 더욱 자세하게 탐구한다.[13]
  - 히들스턴은 군대를 지휘하고 꼬마 로키와 대립하는 또 다른 변종, 대통령 로키도 연기한다.[14][15] 히들스턴은 대통령 로키를 "나쁜 무리 중 최악"이라고 칭하며 "가장 강인하고 독재적이며 무시무시한 야망을 가진 캐릭터로, 타인에 대한 공감이나 배려가 없어 보인다"라고 묘사하였다.[15]
- 소피아 디마티노 - 실비 역
- 오언 윌슨 - 모비우스 M. 모비우스 역
- 구구 음바타로 - 라보나 렌슬레이어 역
전직 TVA 헌터 A-23으로 상위 계급에 올라 존경받는 판사가 되었으며, 변종 로키의 수사를 감독한다.[16][17]:8 감독 케이트 헤론은 음바타로와 렌슬레이어를 카멜레온에 비유하였고, 렌슬레이어가 모비우스의 상관이자 친구로서 언제나 "그 경계를 넘나들고자 노력한다"라고 말하였다. 헤론은 음바타로가 렌슬레이어의 따뜻한 면모를 가져다줌과 동시에 고통 또한 전달해주었다고 덧붙였다.[17]:8 《로키》는 만화에서 렌슬레이어가 등장하기 전인 그 기원을 탐구하며, 음바타로는 캐릭터의 "신선한 무언가"를 시작할 수 있게 되어 즐거워하였다.[18] 음바타로는 렌슬레이어를 "믿을 수 없을 정도로 야심찬" 인물이라고 칭하며, 그와 로키 사이에 "궁극적인 성격 충돌"이 있었다고 생각하였다. 이어서 그는 렌슬레이어가 "어깨에 많은 짐을 지고" 있으며, "도덕적으로 모호한 선택"을 해야 하기 때문에 이 캐릭터가 비밀을 지키고 담을 쌓을 수 밖에 없다고 설명하였다.[19] 월드런은 렌슬레이어가 "매우 복잡한 악당을 만들어내었다"라고 생각하였다.[20]
  - 음바타로는 2018년 오하이오주 프리몬트의 어느 학교 교감인 레베카 투어미넷 또한 연기하였다.[21] 다른 시간대에 렌슬레이어의 다른 변종이 있다는 사실은 음바타로에게 "매우 인상적인" 설정이었다.[20]
- 운미 모사쿠 - 헌터 B-15 역
- 유진 코데로 - 케이시 역
- 타라 스트롱 - 미스 미닛 역 (목소리)
- 사샤 레인 - 헌터 C-20 역
- 리처드 E. 그랜트 - 클래식 로키 역
- 잭 빌 - 꼬마 로키 역
- 데오비아 오파레이 - 보스트풀 로키 역

## 한국판 성우진
- 엄상현 - 로키(톰 히들스턴)
- 김용준 - 모비우스(오언 윌슨)
- 김새해 - 라보나 렌슬레이어(구구 음바타로)
- 전해리 - 실비(소피아 디 마티노)
- 이새벽 - 헌터 B-15(운미 모사쿠)
- 방시우 - 헌터 C-20(사샤 레인) / 미스 미닛(타라 스트롱)
- 소정환 - 타임 키퍼(조나단 메이저스)
- 황창영 - 클래식 로키(리차드 E. 그랜트) / 케이시(유진 코데로) / 패트리스(알렉스 반) / 힉스 상병(존 콜린 바클레이)
- 홍진욱 - 잘난 척 로키(데오비아 오파레이)
- 이준서 - 꼬마 로키(잭 빌)
- 송하림 - 시프(제이미 알렉산더)
- 선우현수 - 헌터 U-92(데렉 루소)
- 김용석 - 마틴(조쉬 패뎀) / 헌터 D-90(닐 엘리스) / 랜디(오스틴 프리먼) / 허드슨 이등병(벤 벤더메이)
- 김세아 - 어린 실비(케일리 플레밍)

## 반응

### 비평
| - 로튼 토마토 웹사이트가 추적한 긍정적 평가 비율 | |
|                                                  | 이 그래프는 더 이상 지원되지 않는 레거시 그래프 확장 기능을 사용하고 있습니다. 새로운 차트 확장 기능으로 변환해야 합니다. |

리뷰 애그리게이터 웹사이트 로튼 토마토에서는 127개 리뷰를 바탕으로 평균 7.9/10의 92% 평가 지수를 기록하였다. 비평적 합의는 다음과 같다. "우리가 알고 있는 MCU에서 유쾌하게 방향을 전환한 《로키》는, 주연 톰 히들스턴이 이 시리즈에서 (오언 윌슨의 도움 약간으로) 그 자신이 반신반인인듯 사랑받는 악당에서 엉뚱하고 매력있으며 애매하게 위험한 사랑스러운 안티히어로로 도약하는 것을 성공적으로 목도한다." 가중 평균을 적용하는 메타크리틱에서는 비평가 30명을 기반으로 100점 만점에 74점을 부여하여 "대체로 호의적인 평가"를 받았다.